# Fran Kirby
Francesca Kirby (født 29. juni 1993) er en engelsk professionel fodboldspiller, der spiller som angriber for FA WSL klubben Chelsea og Englands landshold. Hun begyndte sin karriere med Reading før hun skiftede til Chelsea i juli 2015. I august 2014 spillede Kirby sin første landsholdskamp for England. Hun har spillet for sit land ved VM i fodbold 2015 i Canada og EM i fodbold 2017 i Holland.